# 上野誠一
上野 誠一（うえの せいいち、1888年（明治21年）2月7日 - 1971年（昭和46年）5月11日）は日本の化学者。研究は油化学分野。特に米糠油の成分や精製法の研究を行い、食用油や菓子・人造バターなどの食品原料や化粧品原料などの工業化に貢献した。大阪大学名誉教授。
1909年に大阪高等工業学校応用化学科を卒業後、農商務省工業試験所に技手として勤務し，1916年に横浜魚油株式会社技師長兼工務部長に就任、1917年9月～1918年1月にアメリカ、カナダに出張し、1918年9月に早稲田大学理工科講師を嘱託され、1923年に大阪高等工業学校講師となり、1929年に大阪工業大学教授に就任した。その後、1945年に大阪帝国大学工学部長（～1946年）に就任した。
大阪大学退職後、近畿大学教授を務めた。